# Галичник
Галичник (мкд. Галичник) је насељено место у Северној Македонији, у западном делу државе. Галичник припада општини Маврово и Ростуша.
Галичник је познат у Северној Македонији као једно од средишта етно-туризма. Познато је по традиционалној и јавној летњој свадби "Галичка свадба" која се одржава сваке године на сеоску црквену славу - Петровдан.

## Географија
Насеље Галичник је смештено у западном делу Северне Македоније. Од најближег већег града, Дебра, насеље је удаљено 33 km североисточно.
Галичник се налази у доњем делу историјске области Река. Насеље је положено високо, на западним висовима планине Бистра, док се даље ка западу тло стрмо спушта у уску долину реке Радике. Надморска висина насеља је приближно 1.400 метара.
Клима у насељу је планинска.

## Историја
Некада је ово подручје било насељено од словенског племена Мијака.

## Становништво
По попису становништва из 2002. године Галичник је имао 3 становника.
Претежно становништво у насељу су етнички Македонци (100%).
Већинска вероисповест у насељу је православље.

## Привреда
Раније је привреда у Галичнику била везана за овчарство, док су многи људи ишли и у печалбу. Данас је Галичник само туристичко одредиште и бивши становници долазе у село за време лета.

## Личности
- Доксим Михаиловић
- Александар Сариевски

## Галерија
- Слика Галичника са почетка 20. века
- Галичник и клисура Радике
- Месна Црква Св. Петра и Павла
- Стара сеоска кућа
- Број становника по народности у десет општина градске управе града Галичника 1917. године